# Patricia Roberts Harris

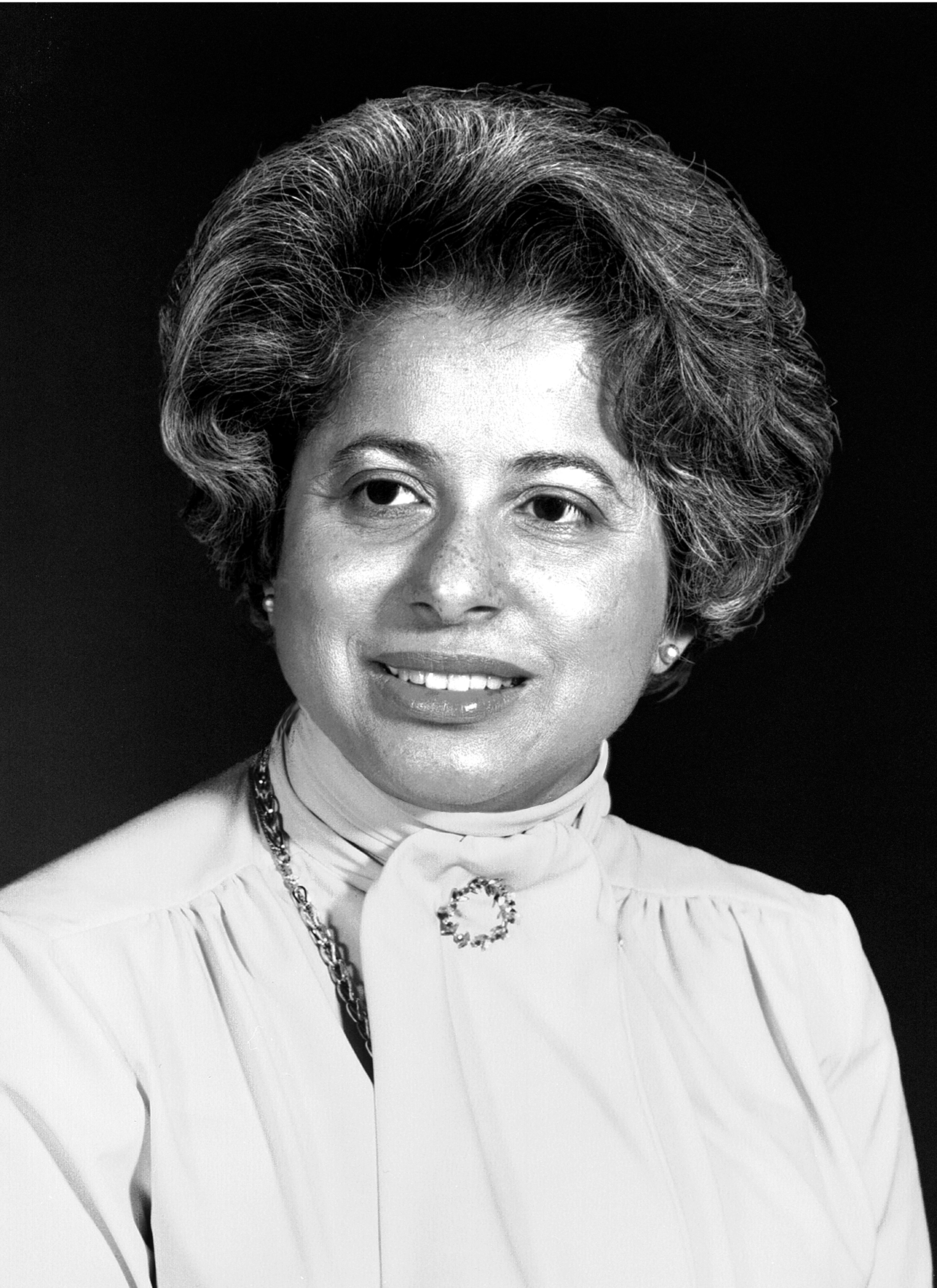
Patricia Roberts Harris, offizielles Porträt um 1980

Patricia Roberts Harris (Geburtsname: Roberts) (* 31. Mai 1924 in Mattoon, Illinois; † 23. März 1985 in Washington, D.C.) war eine US-amerikanische Diplomatin und Politikerin der Demokratischen Partei.

## Leben

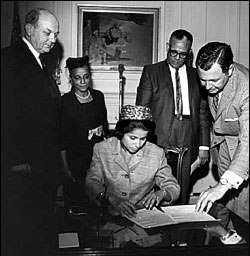
Patricia Harris 1965 bei ihrer Amtseinführung als Botschafterin für Luxemburg

Bereits früh engagierte Harris sich politisch und nahm bereits seit 1943 an Sit-ins der Bürgerrechtsbewegung in Washington D.C. teil. 1965 wurde sie als erste Afroamerikanerin von Präsident Lyndon B. Johnson zur US-Botschafterin berufen und war als solche in Luxemburg akkreditiert. 1971 wurde sie in die American Academy of Arts and Sciences gewählt.
Später wurde Harris von Präsident Jimmy Carter als erste Afroamerikanerin in die Regierung berufen und war zunächst vom 23. Januar 1977 bis zum 10. September 1979 Wohnungsbauministerin (Secretary of Housing and Urban Development). Im Rahmen einer Umbildung des Kabinetts wurde sie am 3. August 1979 zunächst Ministerin für Gesundheit, Bildung und Wohlfahrt (Secretary of Health, Education and Welfare), ehe sie schließlich nach einer Neugestaltung der Ministerien vom 4. Mai 1980 bis zum 20. Januar 1981 als Gesundheitsministerin (Secretary of Health and Human Services) amtierte. Patricia Harris wurde als resolute Behördenleiterin charakterisiert, die zugleich eine starke Befürworterin der Einmischung der Regierung bei der Lösung sozialer Probleme war.
1982 nahm Harris an der Primary der Demokratischen Partei zur Bürgermeisterwahl in Washington D.C. teil, die angesichts der politischen Stärke der Demokraten im Hauptstadtdistrikt die eigentliche Wahl darstellt. Dabei forderte sie Amtsinhaber Marion Barry heraus, der sich aber mit 59 Prozent der Stimmen erneut durchsetzte. Drei Jahre später erlag sie einer Brustkrebserkrankung.